# FK Staiceles Bebri
FK Staiceles Bebri là một câu lạc bộ bóng đá Latvia, thi đấu ở cấp độ cao thứ hai của bóng đá Latvia (1. līga). Đội bóng đến từ Staicele. Mùa giải 2014, đội bóng xếp thứ hai ở 2. līga và được lên chơi ở 1. līga cũng nhận được đơn đăng ký tham gia ở cấp độ này.

## Cầu thủ

### Đội hình chính
Tính đến 12 tháng 6 năm 2016.

Ghi chú: Quốc kỳ chỉ đội tuyển quốc gia được xác định rõ trong điều lệ tư cách FIFA. Các cầu thủ có thể giữ hơn một quốc tịch ngoài FIFA.
| Số | VT | Quốc gia | Cầu thủ             |
| -- | -- | -------- | ------------------- |
| 1  | TM | Latvia   | ANDIS KĀRKLIŅŠ      |
| 2  | TV | Latvia   | TOMS SMIĻĢIS        |
| 3  | HV | Latvia   | ARTŪRS PETRIVS      |
| 4  | HV | Latvia   | AUDRIS BĒRZIŅŠ      |
| 5  | TV | Latvia   | KRISTAPS TAULAVIČUS |
| 7  | TV | Latvia   | KRISTAPS PRIEDĒNS   |
| 8  | TV | Latvia   | KRISTIĀNS BĒRZIŅŠ   |
| 9  | HV | Latvia   | JĀNIS PELĒKAIS      |
| 10 | TV | Latvia   | MIKUS MEIKULIS      |
| 11 | TĐ | Latvia   | ARTURS EGLĪTIS      |

| Số | VT | Quốc gia | Cầu thủ             |
| -- | -- | -------- | ------------------- |
| 12 | TM | Latvia   | ADRIANS MIŅINS      |
| 14 | HV | Latvia   | MĀRTIŅŠ KĪNS        |
| 17 | TV | Latvia   | MĀRTIŅ'Š TAULAVIČUS |
| 18 | TĐ | Latvia   | KALVIS GRĀVERIS     |
| 19 | HV | Latvia   | OSKARS SIJĀTS       |
| 20 | TĐ | Latvia   | JURIJS VIŠŅAKOVS    |
| 22 | HV | Latvia   | MĀRCIS SAVINOVS     |
| 23 | HV | Latvia   | MĀRTIŅŠ STROKŠS     |
| 24 | TV | Latvia   | ARTURS NAZAROVS     |
| 29 | TV | Latvia   | RONALDS LĪSMANIS    |
| 77 | HV | Latvia   | AUSTRIS BLAUMANIS   |